# Inside Information
Albums de Foreigner
Agent Provocateur
(1984) Unusual Heat
(1991)
Singles
1. Say You Will
Sortie : 5 décembre 1987
2. Out of the Blue
Sortie : 5 décembre 1987
3. I Don't Want to Live Without You
Sortie : Mars 1988
4. Heart Turns to Stone
Sortie : Mai 1989
5. Can't Wait
Sortie : 1990

Inside Information est le sixième album studio de Foreigner, sorti le 4 décembre 1987.
L'album s'est classé 15e au Billboard 200.

## Liste des titres
| No  | Titre                            | Durée |
| --- | -------------------------------- | ----- |
| 1.  | Heart Turns to Stone             | 4:29  |
| 2.  | Can't Wait                       | 4:27  |
| 3.  | Say You Will                     | 4:12  |
| 4.  | I Don't Want to Live Without You | 4:52  |
| 5.  | Counting Every Minute            | 4:11  |
| 6.  | Inside Information               | 4:09  |
| 7.  | The Beat of My Heart             | 5:10  |
| 8.  | Face to Face                     | 3:53  |
| 9.  | Out of the Blue                  | 4:42  |
| 10. | A Night to Remember              | 4:07  |

## Musiciens
- Lou Gramm – chant, percussions
- Mick Jones – claviers, guitares, chœurs
- Rick Wills – basse, chœurs
- Dennis Elliott – batterie

### Musiciens additionnels
- Peter-John Vettese – claviers
- Tom Bailey – claviers addtionnels (4)
- Kevin Jones – Synclavier
- Hugh McCracken – Guitare classique (7)
- Sammy Merendino – percussions électroniques
- Mark Rivera – saxophone (1), chœurs
- Ian Lloyd – chœurs

## Certifications
| Pays        | Association | Certification | Ventes     |
| ----------- | ----------- | ------------- | ---------- |
| Allemagne   | BVMI        | Or            | 250 000+   |
| États-Unis  | RIAA        | Platine       | 1 000 000+ |
| Royaume-Uni | BPI         | Argent        | 60 000+    |
| Suisse      | SNEP        | Or            | 25 000+    |